# تیم کلایندینست
تیم کلایندینست (آلمانی: Tim Kleindienst؛ زادهٔ ۳۱ اوت ۱۹۹۵) بازیکن فوتبال اهل آلمان است که در پست مهاجم در باشگاه فوتبال بروسیا مونشن‌گلادباخ و تیم ملی فوتبال آلمان بازی می‌کند.
از باشگاه‌هایی که در آن بازی کرده است می‌توان به فرایبورگ، هایدنهایم و خنت اشاره کرد. او در تاریخ ۱ ژوئیه سال ۲۰۲۴ به باشگاه فوتبال بروسیا مونشن‌گلادباخ پیوست.